# جائزة بريطانيا الكبرى 2015
جائزة بريطانيا الكبرى 2015 (بالإنجليزية: 2015 British Grand Prix)‏ هو سباق فورمولا 1 أقيم بتاريخ 5 يوليو 2015 في حلبة سلفرستون، سيلفرستون، المملكة المتحدة. كان التاسع من أصل 19 في بطولة العالم لسباقات الفورمولا واحد موسم 2015.